# Abe Vigoda
Den här artikeln handlar om skådespelaren Abe Vigoda. För musikgruppen med samma namn, se Abe Vigoda (musikgrupp).
Abraham Charles "Abe" Vigoda, född 24 februari 1921 i New York i New York, död 26 januari 2016 i Woodland Park i New Jersey, var en amerikansk skådespelare. Vigoda är främst känd för sina biroller, exempelvis som Salvatore Tessio i filmen Gudfadern från 1972.
Abe Vigoda gjorde regelbundna framträdanden som sig själv i Late Night with Conan O'Brien.
Under tidigt 1980-tal fick Vigoda publicitet när en känd amerikansk tidning meddelade hans död. Vigoda tog nyheten med ro och gjorde ett humoristiskt utspel genom att fotografera sig sittande i en kista samtidigt som han höll tidningen i fråga. En skämtsam webbplats, abevigoda.com, lanserades endast för att informera om att Abe Vigoda levde (den enda informationen på webbplatsen var "Abe Vigoda is alive"). Vigoda dog på riktigt 26 januari 2016.

## Filmografi i urval
- Mannix (1973)
- Gudfadern (1972)
- Gudfadern del II (1974)
- Hawaii Five-O (1974)
- Snacka om deckare, alltså! (1978)
- Cannonball Run II (1984)
- Titta han snackar! (1989)
- Tror du på tomten, Jessie? (1989)
- Joe och vulkanen (1990)
- MacGyver (1990)
- Lucky Luke (1993)
- I lagens namn (1996)
- Norm show (1999)